# Alejandro Serrano Aguilar
Nicanor Alejandro Serrano Aguilar (Azogues, Provincia de Cañar; 14 de enero de 1933 - Cuenca; 6 de agosto de 2019) fue un político y dirigente deportivo ecuatoriano que ocupó la vicepresidencia de la República y la alcaldía de Cuenca.

## Biografía
Fue hijo de Luis Serrano, médico, y Zoila Aguilar. La mayor parte de su vida estudiantil y profesional la desarrolló en Cuenca.  
Serrano estudió en la escuela de los Hermanos Cristianos de Cuenca, luego entró al colegio Borja y después en el colegio Loyola, de Quito. Una vez terminada la secundaria, se matriculó en la Facultad de Filosofía y Literatura en la Universidad de Cuenca y también en la Facultad de Ingeniería Civil de la misma universidad. Obtuvo dos títulos universitarios, uno en Filosofía y Literatura y otro en Ingeniería Civil.  
Serrano trabajó como un disertante en varias colegios: Rafael Borja, Benigno Malo, Garaicoa, Rosa de Jesús Cordero, Fray Vicente Solano, luego fue decano de la Facultad de Filosofía y Letras de la Universidad de Cuenca y también profesor de Derecho en la Universidad del Azuay, donde impartió la cátedra de Lógica Jurídica. 
Serrano estuvo casado con Ana Cordero Acosta y tuvo cuatro hijos. Falleció el 6 de agosto de 2019, luego de que su estado de salud se deterioró tras una intervención quirúrgica.

## Dirigencia deportiva
Serrano fue uno de los fundadores del club Deportivo Cuenca, el 4 de marzo de 1971, cuando era alcalde, y fue uno de sus primeros dirigentes. El estadio municipal de Cuenca, donde juega como local ese equipo de fútbol, lleva su nombre. También dirigió la Asociación de Fútbol del Azuay y la Federación Deportiva del Azuay.

## Actividad política
Serrano fue miembro de la Cámara de Representantes en representación de la provincia del Azuay. Después ocupó el cargo de gobernador de la Provincia de Azuay y fue dos veces diputado provincial en el Congreso Nacional. Serrano también desempeñó cargos como alcalde de la ciudad de Cuenca, concejal y ejerció la ingeniería civil.
Fue vicepresidente del Ecuador desde el 5 de mayo de 2005 al 15 de enero de 2007. Llegó a ese cargo debido a que el Congreso Nacional lo eligió cuando Alfredo Palacio asumió la Presidencia de Ecuador.